# Comitato di Nitra
Il comitato di Nitra (in ungherese Nyitra vármegye, in slovacco Nitrianska župa, in tedesco Komitat Neutra, in latino Comitatus Nitriensis) è stato un antico comitato del Regno d'Ungheria, situato nell'odierna Slovacchia occidentale. Capoluogo del comitato era Nitra.

## Geografia fisica
Il comitato di Nitra confinava con il territorio austriaco della Moravia, nonché con gli altri comitati di Trencsén, Turóc, Bars, Komárom e Pozsony.

## Storia
In seguito al Trattato del Trianon (1920) l'intero comitato venne assegnato alla neonata Cecoslovacchia, dove continuò a sussistere come entità amministrativa fino al 1927, ancorché con confini leggermente modificati.
In seguito al Primo Arbitrato di Vienna (1938), la parte meridionale dell'antico comitato ritornò all'Ungheria e venne fusa con la parte meridionale dell'antico comitato di Pozsony a formare l'apposito comitato di Nitra-Pozsony, con capitale Érsekújvár (in slovacco Nové Zámky). La parte settentrionale fece invece parte, fino al 1945, dello stato indipendente di Slovacchia.
Con la ricostituzione della Cecoslovacchia l'antico comitato di Nitra ne ha seguito le sorti. Dall'indipendenza della Slovacchia (1993) il territorio dell'antico comitato è diviso tra la regione di Nitra e quella di Trnava.